# Fond-de-Gras
Fond-de-Gras är en järnvägsstation i kommunen Pétange i Luxemburg. Den uppfördes av S.A. luxembourgeoise des chemins de fer et minières Prince-Henri omkring 1880 i samband med anläggandet av industrijärnvägen   Järnvägslinjen Pétange - Fond-de-Gras - Bois-de-Rodange.
Fond-de-Gras var framför allt en omlastningsstation för järnmalm. Den sista gruvan i dalgången lades ned 1964.
Association des musées et tourisme ferroviaire kör idag veterantåg mellan Pétange och Fond.de-Gras.

## Bildgalleri

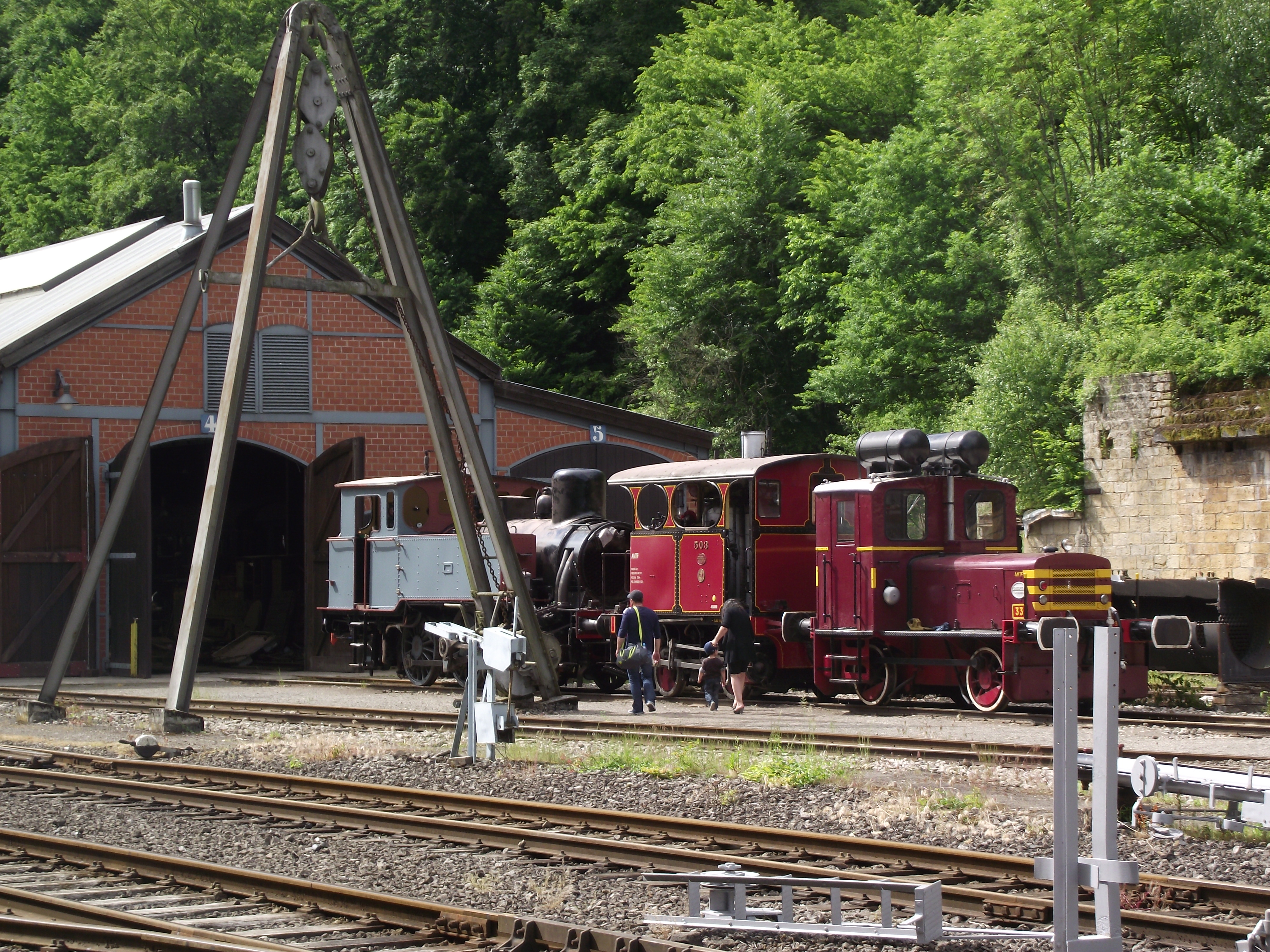
Lokstall
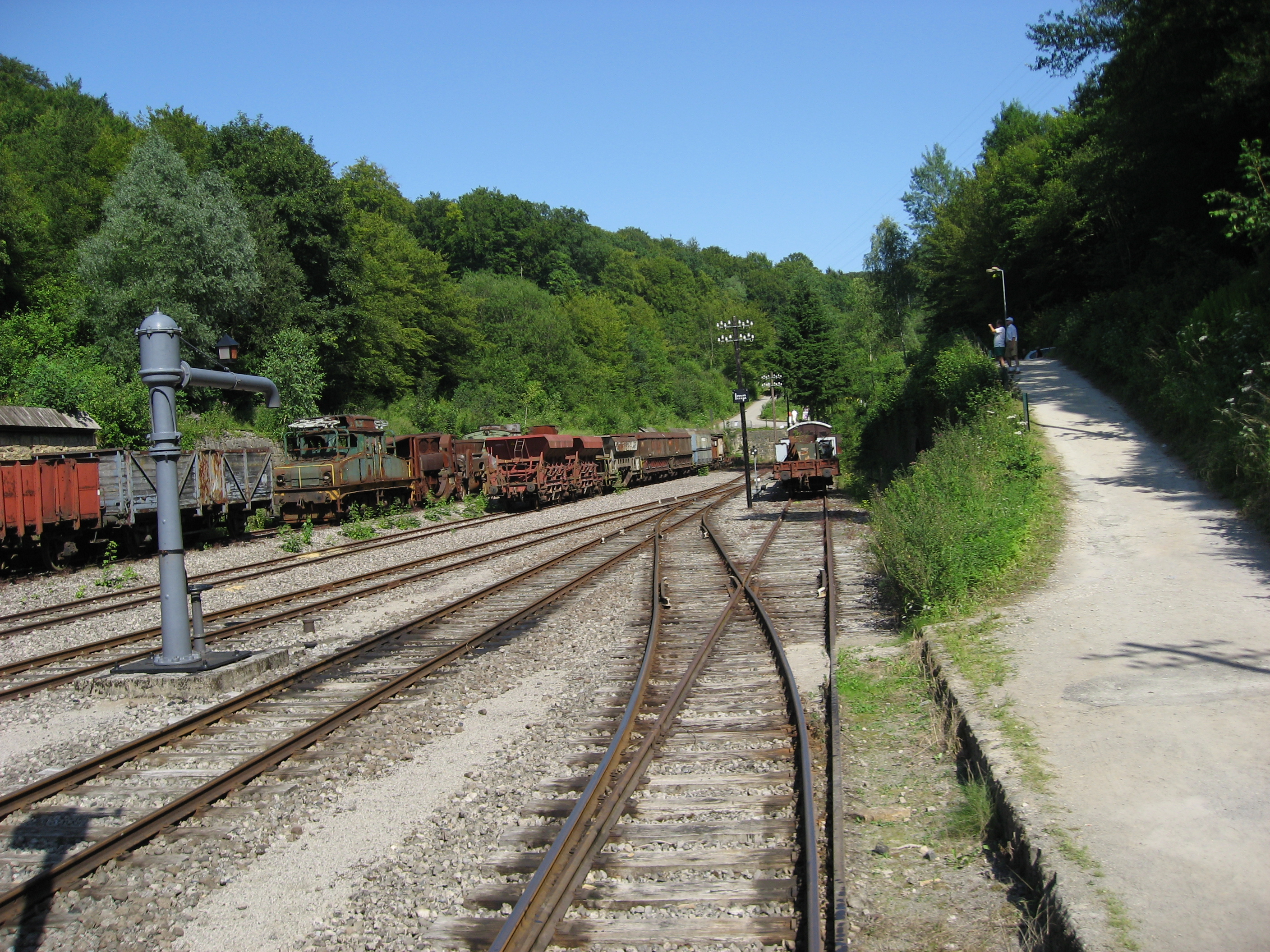
Stationsområdet
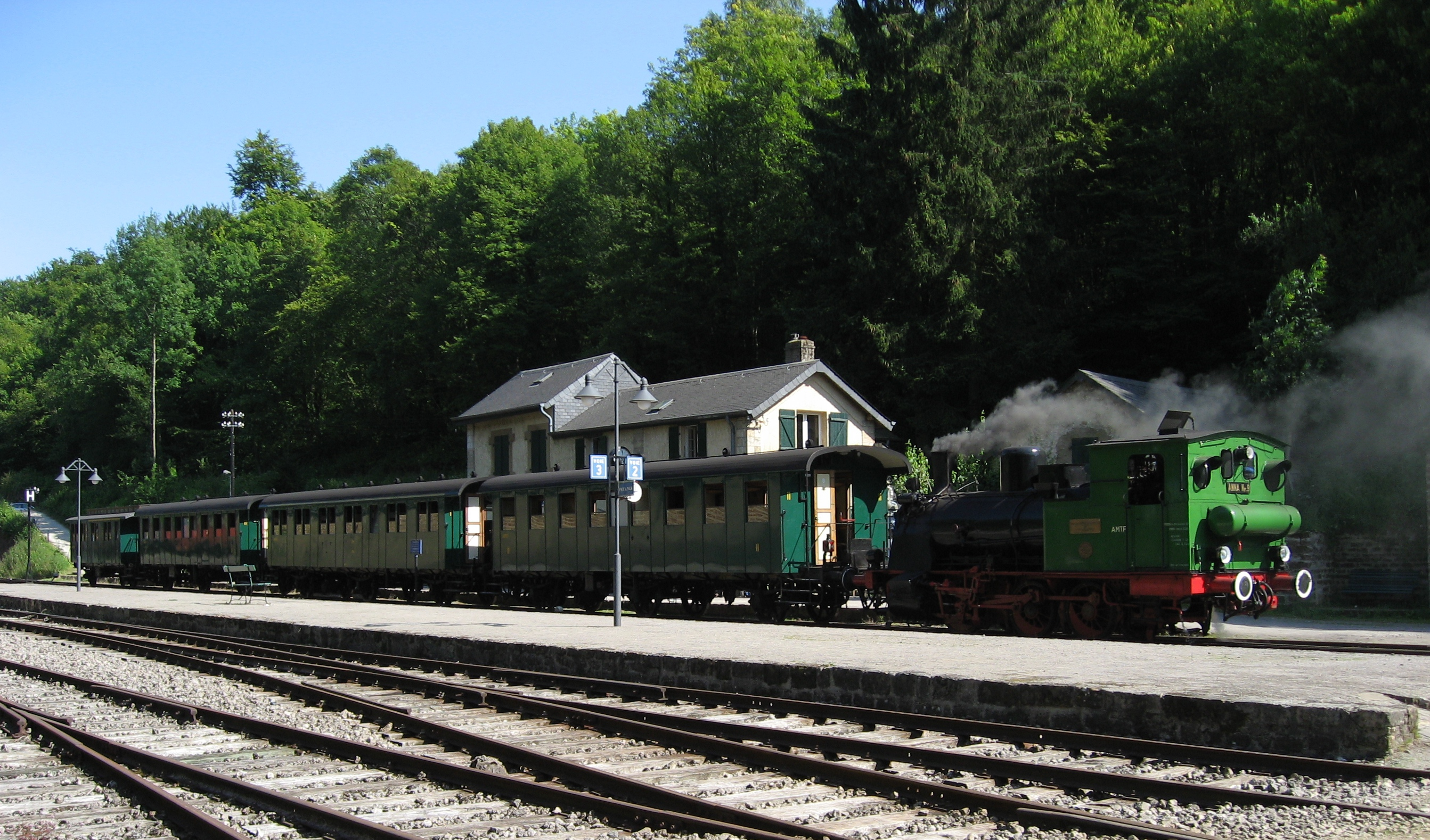
Tåg klar för avfärd
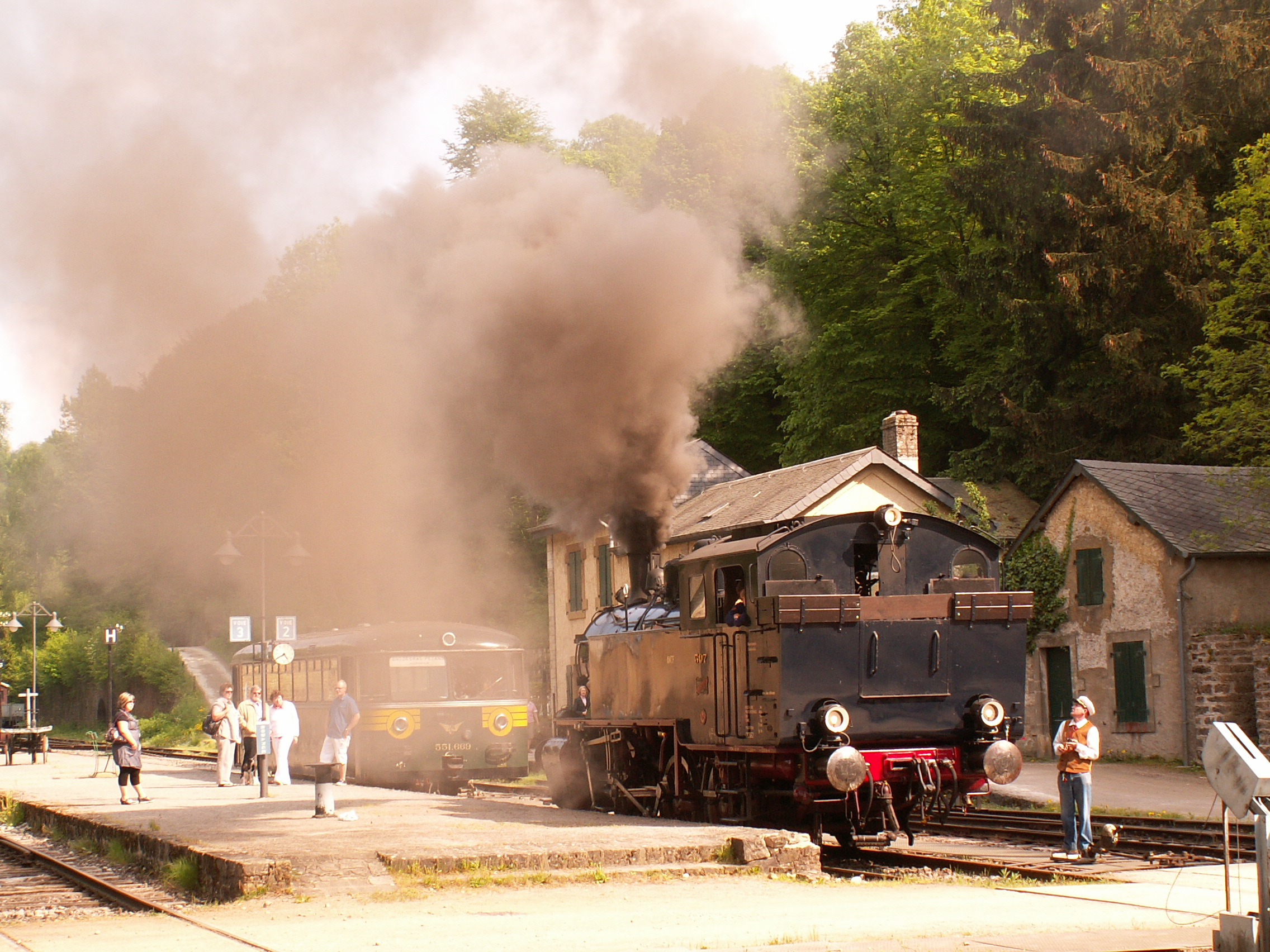
Tidigare tyska ånglokomotivet Energie 507, byggt 1946 och rälsbuss
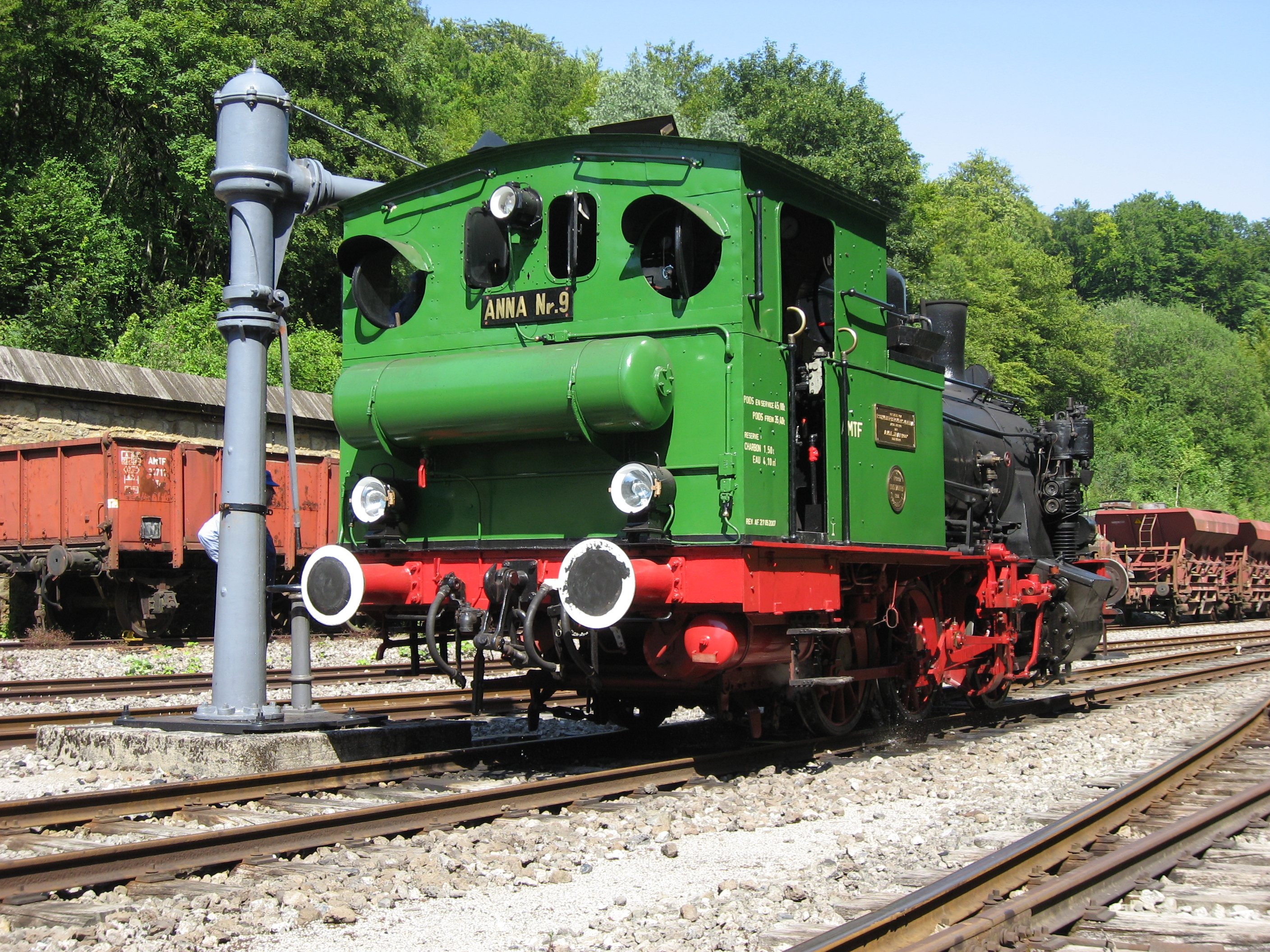
Ånglokomotiv Anna nr 9 vid vattenhäst
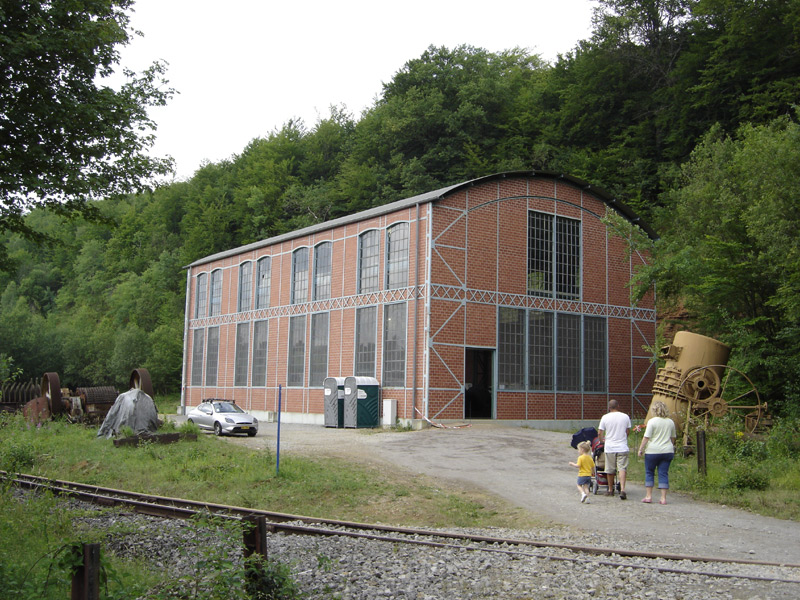
Kraftstationen
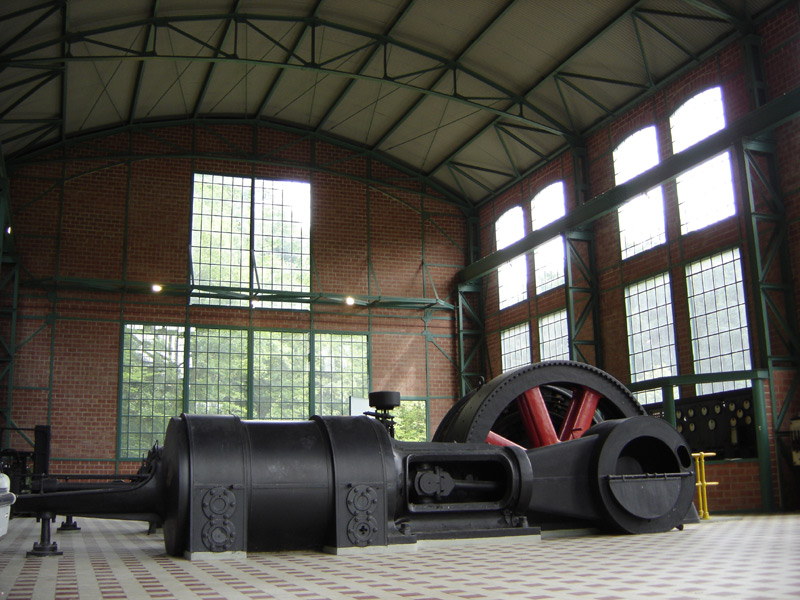
Kraftstationen